# Pandan (Catanduanes)
Pandan es un municipio filipino de cuarta clase, perteneciente a la provincia de Catanduanes, en la región de Bicolandia.

## Historia
Hacia mediados del siglo XIX, el lugar, que por entonces pertenecía a la provincia de Albáy y gestionaba también en su término a Caramoran, tenía contabilizada, sin incluir los de aquel, una población de 1385 habitantes, repartidos en 231 casas. Aparece descrito en el segundo volumen del Diccionario geográfico, estadístico, histórico de las Islas Filipinas (1851) de Manuel Buzeta Núñez y Felipe Bravo con las siguientes palabras:

PANDAN: pueblo con cura y gobernadorcillo, en la isla de datanduanes, adscrita á la prov. de Albay, dióc. de Nueva Cáceres; sit. en los 127° 54' long. 14° 5' lat. á la orilla derecha de un rio, próximo á su embocadura, en la costa N. O. de la isla, terreno llano y clima templado. Tiene 231 casas y 136 de que consta su visita. La iglesia parroquial es de mediana fábrica y la sirve un cura secular; junto á esta se halla la casa parroquial y la cárcel está en la casa de comunidad. Hay una escuela de instruccion primaria y un cementerio. Confina el térm. por S. E. con el de Payo, que dista 3 leg.; por S. con el de Birac, que se halla al otro estremo de la isla distante unas 10 leg. y por O. y N. con el mar. Hállase tambien sobre la costa occidental de la isla, al S. de este pueblo y á unas 4 leg. su visita Caramuran junto al desague del rio Hiamlong. El terr. es montuoso y fértil; riéganlo alguons rios que bajan de los montes que se elevan por el centro de la isla: prod. arroz, maiz, caña dulce, ajonjolí, frutas y legumbres. Ind. la agricultura es la ocupacion principal de los naturales, entre los que hay tambien algunos que se dedican al corte de madera, así como las mugeres se ocupan en la fabricacion de varias clases de telas. pobl. 1,385 alm. y en 1845 pagaba 249 1/2 trib. que hacen 2,495 rs. plata.
(Buzeta y Bravo, 1851, pp. 385-386)

En 2020, tenía censados 21 473 habitantes.